# Commodore Amiga 600
El Amiga 600, también conocido como A600 y June Bug durante su desarrollo, fue un ordenador personal presentado en el CeBIT en marzo de 1992 por Commodore International. Fue el último modelo de la línea empezada por el A500, basada en la CPU Motorola 68000 y Chipset ECS. Un aspecto destacable fue su reducido tamaño, debido a la ausencia de teclado numérico (aprox. 35 cm de largo x 24 cm de ancho y 7 cm la parte más alta), su peso era de 3 kilogramos. Incluía como sistema operativo AmigaOS 2.0, el cual era más amigable al usuario que la versión 1.3.
Como el Amiga 500 lo fue antes, el Amiga 600 era un producto de gama baja, comparándolo con el Amiga 3000 que era gama alta. Principalmente era un rediseño del Amiga 500 Plus, con la opción de tener disco duro interno. Su propósito, era revitalizar las ventas de la línea A500, antes de la introducción del ordenador de 32 bits, Amiga 1200.
Según a Dave Hayne, “el A600 se pensó que fuera entre 50 – 60 US$ más barato que el A500, pero al final fue más caro que éste”. Esto es así por el hecho de que el A600 se tendría que haber llamado A300, posicionando como una versión económica del A500+. A la práctica, el coste obligó a que el ordenador fuera un reemplazo del A500+, requiriendo cambiar el número a 600. Versiones tempranas llevan en la placa base y la fuente de alimentación escrito A300.
El director gerente de Commodore Reino Unido, David Pleasance, describió el A600 como un "completo y absoluto error". En comparación con el popular A500, no mejoró la CPU, era más caro y no tenía teclado numérico, lo cual no permitía usar determinados juegos como simuladores de vuelo o aplicaciones, sin un emulador.
Como almacenamiento extraíble, contaba con una disquetera de 3½" de doble densidad (880kB de capacidad).
Un modelo llamado A600HD, fue vendido con un disco duro interno ATA de 2.5”, que podía ser de 20 o 40 MB, sin embargo, esto provocaba incompatibilidad con cierto software con alta demanda de memoria RAM, si no se ampliababa ésta.
El A600 fue el primer modelo Amiga fabricado en el Reino Unido. La fábrica estaba ubicada en Irvine, Escocia, aunque posteriormente fue llevada parte de la producción a Hong Kong. El primer A600 (número de serie “1”) estuvo en el despacho del director gerente de Reino Unido.
La tecnología de montaje superficial usada en el A600 tuvo un porcentaje de fallo en garantía del 0.78 %, comparado con el 8.25 % del A500.

## Información técnica

### Procesador y RAM
El A600 llevaba una CPU Motorola 68000, corriendo a 7.09 MHz (PAL) o 7.16 MHz (NTSC) y 1MB de RAM.
El diseño original no estaba pensado para poder hacer actualizaciones en la CPU, ya que el Motorola 68000 estaba soldado en placa y no había conexiones adicionales. A pesar de esto, actualizaciones de CPU no oficiales permitían usar los Motorola 68010, 68020 (hasta 25 MHz) y 68030 (hasta 50MHz), pero provocaban inestabilidad en el sistema, por lo que fue una práctica poco extendida.
La memoria chip RAM podía ser aumentada a 2 Mb, abriendo una tapa de expansión en la parte inferior del ordenador y añadiendo un módulo de 1 MB. También era posible usar 4 MB de Fast RAM , mediante una tarjeta de memoria SRAM que se colocaba en la ranura de expansión PCMCIA, aumentado la memoria RAM a 6 MB. De forma no oficial era posible añadir más memoria Fast RAM.

### Gráficos y sonido
El chip gráfico Fat Agnus, permitía resoluciones de 320x200 a 1280x512 píxeles. Normalmente solo 32 colores simultáneos podían ser mostrados, de una paleta de 4096 colores (12-bit). Un modo llamado Extra Half-Brite (EHB), permitía 64 colores simultáneos, ya que cada color era atenuado, a la mitad de su brillo normal. También había un modo especial llamado Hold And Modify (HAM), que era capaz de mostrar hasta 4096 colores simultáneos a pequeñas resoluciones y con usos muy limitados. A altas resoluciones como 800x600i, solo 4 colores simultáneos, podían ser mostrados.
En sonido no hubo cambios del diseño Amiga original, contaba con el chip Chip Paula, con soporte para 4 canales, dos en el altavoz izquierdo y dos en el derecho. La resolución era de 8 bits.

### Periféricos y expansión
Para transmitir imagen, además de la salida RGB el A600 tenía un modulador de RF para poder conectar cualquier televisión o monitor, además de uno de vídeo compuesto para vídeo en color(en el A500 era en blanco y negro). Para audio tenía dos salidas RCA.
Incluía dos conectores D-sub para joystick, ratón, lápiz óptico. También tenía un puerto RS-232 de 25 pines y un puerto paralelo Centronics también de 25 pines. Como resultado, el A600 era compatible con muchos periféricos de anteriores modelos Amiga.
Tenía interfaz de expansión PCMCIA tipo II y ATA de 44 pines, siendo muy usadas en ordenadores portátiles, que eran controlados por el chip "Gayle". También hay que tener en cuenta, el compartimento interno para el disco duro de 2.5".
El A600, fue el primero de los dos únicos Amiga que llevaba la interfaz PCMCIA Tipo II. Esta interfaz, permitía usar periféricos disponibles en el mercado de ordenadores portátiles, aunque solo los compatibles con el tipo II (16 bits). La conexión PCMCIA del A600 (y posteriormente el A1200), no cumplía con la especificación al completo, ya que el ordenador se lanzó antes de que esta especificación hubiera sido finalizada. Algo importante a tener en cuenta, era el alto precio de los periféricos compatibles con PCMCIA y el mercado al que iba destinado el A600 en aquella época, por ello en este ordenador PCMCIA no tuvo mucho éxito. Posteriormente, esta interfaz a resultado muy útil para conectar en el A600 tarjetas de red, tanto inalámbricas como por cable, módems y adaptadores CompactFlash.

### Sistema Operativo
El A600 era comercializado con AmigaOS 2.0, consistiendo en Workbench 2.0 y Kickstart ROM con versiones 37.299, 37.300 o 37.350 (número de revisiones internas de Commodore). A pesar de ello las tres ROMs fueron oficialmente designadas como versión 2.05.
Las primeras versiones del A600 fueron comercializadas con la revisión 37.299 de Kickstart, la cual no tenía soporte para el controlador ATA interno ni para la interfaz PCMCIA, por lo cual no se podía arrancar desde dispositivos conectados a ellos. Solo se podía acceder a ellos mediante carga de drivers desde un disquete. Solo modelos posteriores del A600 y el A600HD incluyeron Kickstart 37.300 o 37.350, los cuales si podían arrancar desde esos dispositivos. Debido a fallos en Kickstart 37.300, la capacidad máxima soportada era de 40 MB, cosa que se arregló con la versión 37.350 que soportaba hasta 4 GB.
Más adelante fue posible comprar una versión actualizada de Workbench 2.1, que contaba con características como tener traducido el sistema operativo a varios idiomas y una utilidad llamada "CrossDOS" que permitía leer y escribir formato de disco FAT (MS-DOS) en disquetes y discos duros. La ROM Kickstart 2.1 nunca existió ya que Workbench 2.1 arrancaba con la familia 2.0x.
AmigaOS 3.1 era posible ser usado en el A600, mediante la instalación de una versión compatible de la ROM Kickstart 40.xx.

### Especificaciones
| Componente                     | Especificación |
| ------------------------------ | --- |
| CPU                            | Motorola 68000 a 7.16MHz (NTSC) o 7.09MHz (PAL) |

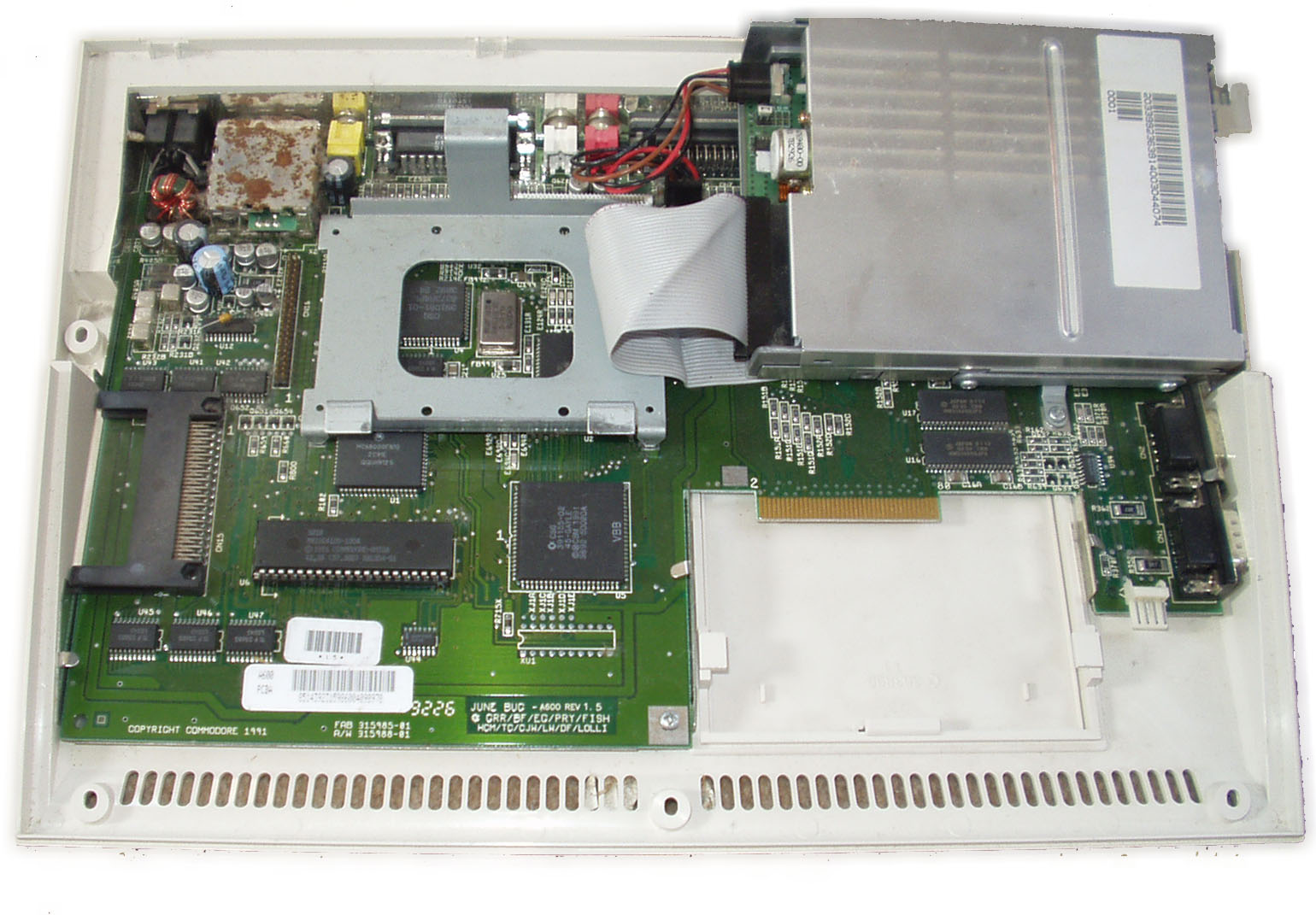
A600 abierto mostrando la placa base y la disquetera

| RAM                            | 1MB Chip RAM; con 1 MB adicional si se usa el slot inferior Hasta 4MB de Fast RAM en ranura PCMCIA Hasta 32MB de Fast RAM con tarjeta aceleradora |
| ROM                            | 512 kB Kickstart ROM |
| Chipset                        | ECS Enhanced Chip Set - Vídeo (Chip Fat Agnus) - Paleta de colores de 12 bits (4,096 colores) - Modos gráficos: - 320x200 a 320x512i con 32, 64 (modo EHB) o 4,096 (modo HAM) colores en pantalla - 640x200 a 640x512i con 16 colores en pantalla - 640×480, 800×600i a 1280x512i con 4 colores en pantalla - Audio (Chip Paula) - 4 canales (2 Stereo) - Resolución 8 bits, volumen 6 bits - 28 a 56 kHz de tasa de muestreo (dependiendo del modo de vídeo) - 70 dB S/N |
| Almacenamiento extraíble       | Disquetera 3.5" DD (880 kB de almacenamiento) |
| Almacenamiento interno         | Disco duro IDE 2.5" de 20 o 40 MB (A600HD solo) |
| Puertos I/O                    | Salida vídeo analógico RGB (DB23) Salida vídeo compuesto (color) (RCA) Modulador de RF para salida de vídeo/sonido Salida de audio (2 × RCA) 2 × Puertos Ratón/Joystick (DE9) RS-232 puerto de serie (DB25) Centronics puerto paralelo (DB25) Disquetera puerto (DB23) Controlador IDE 44 pines (interno) PCMCIA tipo II de 16 bits |
| Slot de expansión              | Conector de 40 pins para ampliación de 1MB de Amiga Chip RAM |
| Sistema operativo              | Workbench 2.05 y Kickstart 2.05 |
| Fuente de alimentación externa | 23W, 220-240V/50Hz(PAL), 110V/60Hz(NTSC) |
| Dimensiones                    | 35cm x 24cm x 7cm |
| Peso                           | 2.5Kg |

## Nota
- Esta obra contiene una traducción  derivada de «Amiga 600» de Wikipedia en inglés, publicada por sus editores bajo la Licencia de documentación libre de GNU y la Licencia Creative Commons Atribución-CompartirIgual 4.0 Internacional.

- Datos: Q471158
- Multimedia: Amiga 600 / Q471158